# Новоиликово (Благовещенский район)
Новоиликово (баш. Яңы Илек) — деревня в Благовещенском районе Республики Башкортостан Российской Федерации. Входит в состав Иликовского сельсовета.

## География

### Географическое положение
Расстояние до:
- районного центра (Благовещенск): 40 км,
- центра сельсовета (Староиликово): 4 км,
- ближайшей ж/д станции (Загородная): 59 км.

## История
Этот населенный пункт появился в начале XX  века как выселок от деревни Иликово, после чего последняя стала именоваться Старо-Иликово. Практически сразу  было образовано отдельное Ново-Иликовское сельское общество. Жители выселка входили в один из двух мусульманских приходов Старо-Иликово. 
В 1913 году насчитывалось 32 хозяйства и 189 человек. Надельная земля находилась в общем владении с деревнями Старо-Иликово, Биштиново  и Кургаш-Тамак, но практически все крестьяне имели и купчую землю - в общей сложности 258 десятин  (252 десятины - в товарищеской собственности). Кроме того, 22 домохозяйств  арендовали в общей сложности  59,75 десятины земли. Шесть хозяев имели более 20 десятин  (надельной и купчей), двое из них - более 30 десятин. В пяти хозяйствах засевалось  более 10 десятин пашни, в шести хозяйствах - от 6 до 10 десятин. Пять хозяев держали не менее четырех рабочих лошадей, семь хозяев - по три лошади, девять - по две; 17 хозяев - не менее трех коров, пять - по две. 
В 1917 году насчитывалось 27 домохозяйств и 167  человек ( 124 мишарей и 43 башкир). 
С Советских времен  Новоиликово входит в состав Иликовского сельсовета.

## Население
| 2002 | 2009 | 2010 |
| ---- | ---- | ---- |
| 19   | ↗21  | ↘16  |

Национальный состав
Согласно переписи 2002 года, преобладающая национальность — башкиры (100 %).
В 1939 году насчитывалось 158 человек. 1959 - 115, в 1989 - 24, в 2010 - 16.